# Nossa alpherakii
Nossa alpherakii is een vlinder uit de familie van de Epicopeiidae. De wetenschappelijke naam van de soort is voor het eerst geldig gepubliceerd in 1904 door Herz.